# Gottesdienst (Sikhismus)
Dieser Artikel wurde in der Qualitätssicherung Religion eingetragen. Hilf mit, die inhaltlichen Mängel dieses Artikels zu beseitigen, und beteilige dich an der Diskussion.
Bei einem Gottesdienst im Sikhismus stehen die heiligen Texte der Sikhs im Zentrum des Versammlungsortes, dem Gurdwara (oder Gurudwara), was Tür des Guru bedeutet. 

## Erscheinungsform des Versammlungsortes
Die äußere Erscheinungsform des Versammlungsortes ist dabei nicht von Belang, es werden lediglich Mindestanforderungen gestellt, die das Rauchen innerhalb des Raumes und das Betreten im alkoholisierten Zustand verbieten. Im Inneren des Versammlungsortes steht ein Palki, ein altarähnliches gebilde, auf dem der Guru Granth Sahib auf Tüchern und Kissen liegt. 

## Ablauf
Der Granth Sahib wird vom Granthi, der dahinter sitzt, öffentlich vorgelesen. Dabei sitzen alle, sowohl der Vorleser als auch die Zuhörer auf dem Boden, um die Gleichheit aller Menschen darzustellen. Zu einem Gurdwara gehört der Langar, eine öffentliche Küche, die ebenso wie auch der Gurdwara jedem Menschen offensteht. Jede Person, unabhängig von ihrer Herkunft, sei es die Kaste, Geburt, Bildung oder Nationalität, kann die Einrichtung und den Gottesdienst besuchen. Es wird von den Besuchern erwartet, dass sie die Schuhe ablegen und das Haupt bedecken müssen, bevor sie den Raum betreten und sich mit Ehrfurcht vor dem heiligen Buch verbeugen.

## Guru Granth Sahib
Der Guru Granth Sahib ist nicht nur die heilige Schrift der Sikhs, sondern stellt die sichtbare veräußerte Form der 10 Gurus dar und wird deshalb auch wie ein Mensch behandelt. Er gilt als spirituelle Quelle und Sitz des allmächtigen Gottes, weshalb auch das ganze Leben vom Guru Granth Sahib bestimmt wird. Kinder werden in der Gegenwart dessen gesegnet, Ehen geschlossen und Tote verabschiedet. Im Guru Granth Sahib werden verschiedene Texte aus verschiedenen Jahrhunderten von Personen unterschiedlicher religiöser Ausrichtung vereint. Dabei stammen viele Texte von den 10 Gurus selbst. Guru Gobind Singh, legte fest, dass er der letzte Guru sei und bestimmte den Adi Granth zum Guru Granth Sahib. 

## Adi Granth
Der Adi Granth, was mit Heiliges Buch des Beginns übersetzt werden kann, enthält unter anderem Hymnen, die von den ersten vier Nachfolger Guru Nanaks verfasst wurden. Guru Arjan verfasste einen Granth der die Texte der ersten vier Gurus enthielt. Von Guru Arjan selbst stammen 2218 Hymen. Ebenso gingen Texte wichtiger Persönlichkeiten der Santh Bewegung wie Namdev, Kabir, Trilochan, Jaidev und Rividas.

## Dasam Granth
Der Dasam Granth, „das Buch des zehnten Meisters“, ist neben dem Adi Granth ein weiteres wichtiges Buch der Sikhs. Hier wurden Guru Gobind Singhs Werke neben Texten von anderen Autoren. Weder vom Umfang noch von der Wertschätzung kann der Dasam Granth mit dem Guru Granth Sahib gleichgestellt werden, aber für den täglichen Gebrauch sind die darin enthaltenen Texte bedeutend. Wie zum Beispiel der Jaap Sahib, der zu den täglich zu rezitierenden Texten gehört.

## Herkunft der Texte
Die Texte des Guru Granth Sahib stammen einerseits aus einem großen geographischen Gebiet in Nordindien, mit dem heutigen Punjab im Zentrum und andererseits aus mehreren Jahrhunderten, was die uneinheitliche Sprache erklärt. Die Heterogenität der Sprache wirkt sich aber nicht auf die theologische Ausrichtung, in deren Zentrum die Bhakti-Frömmigkeit, also die liebevolle Hingabe zu Gott steht, aus. Die Lehre ist zu dem einen Gott, der unabhängig von Zeit, Raum und veräußerter Gestalt mit der Seele aller Menschen wesensgleich ist. Der größte Teil der Texte ist Poesie in Hymnenform geschrieben und werden mit 31 tradierten indischen Melodien wiedergegeben. Die Autoren lebten in einer Zeitdauer von 500 Jahren, wobei die ältesten Autoren sind auf das 12. Jahrhundert zurückzuführen und umfassen in der Zeitspanne bis Guru Nanak eine Anzahl von elf. Aus der Epoche der Gurus, sind sieben von zehn im Guru Granth Sahib vertreten und werden durch etwa 23 weitere Poeten aus dem gleichen Zeitraum ergänzt, die sowohl aus dem hinduistischen (von Nathiogis) als auch aus dem muslimischen Kontext (von Sufis) stammen.